# Đurđica Bjedov
Đurđica "Đurđa" Bjedov (Split, 5. travnja 1947.) hrvatska plivačica, dvostruka osvajačica olimpijske medalje.
Ušla je u povijest kao jedina hrvatska plivačica osvjačica zlatne olimpijske medalje. To joj je pošlo za rukom na Igrama u Ciudad Mexicu 1968. godine, nastupajući za tadašnju SFR Jugoslaviju. Zlatnoj medalji na 100 m prsno pridodala je i srebro s dvostruko dulje dionice. 1968. ju je dnevni športski list Sportske novosti proglasio za športašicu godine.
Nakon plivačke karijere nastavila je s angažmanom u plivanju, ovaj put u ulozi trenera.
Godine 1987.primljena je u Kuću slavnih vodenih sportova.
Kći Anamarija Petričević osvajačica je europske zlatne medalje u daljinskom plivanju.